# كأس الدرعية للتنس

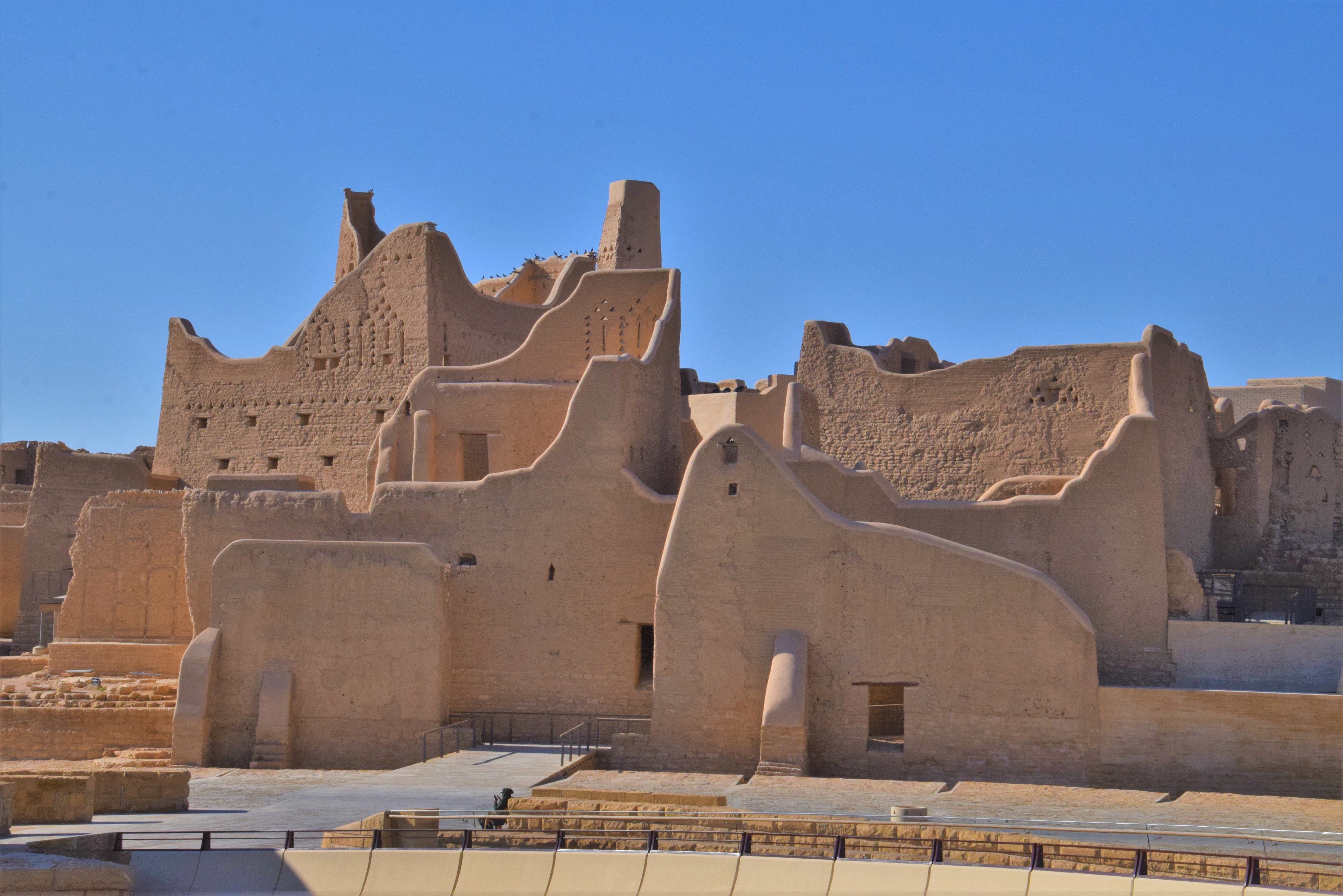
استضافت الدرعية التي تضم أحد مواقع التراث العالمي البطولة

كأس الدرعية للتنس ، هي بطولة دولية ودية تستضيفها محافظة الدرعية التاريخية (وسط المملكة العربية السعودية). أقيمت نسختها الأولى عام 2019، وتصل جوائزها إلى ثلاثة ملايين دولار (125 ألف دولار للربع النهائي، 250 ألف دولار للنصف النهائي، نصف مليون دولار للنهائي ، ومليون دولار للفائز باللقب).
توج اللاعب الروسي دانييل ميدفيديف باللقب في النسخة الأولى لكأس الدرعية للتنس على حساب البلجيكي دافيد غوفان، ولم يحافظ ميدفيديف على اللقب في النسخة الثانية، حيث انتزعه منه اللاعب الأمريكي تايلور فريتز في المباراة النهائية بنتيجة «7-6، 7-6» .

## الموسم الأول 2019
تنافس ثمانية نجوم في النسخة الأولى على جوائز مالية بلغت 3 ملايين دولار، بميدان الدرعية، من بينهم السويسري ستانيسلاس فافرينكا، الفائز بثلاثة ألقاب جراند سلام وميدالية ذهبية أولمبية، والروسي دانييل ميدفيديف، والإيطالي فابيو فونيني، المصنف رقم 12 عالمياً ، والبلجيكي ديفيد جوفين، المصنف في المركز السابع سابقاً.

## الموسم الثاني 2022
عادت بطولة كأس الدرعية للتنس من جديد عقب غياب دام لثلاثة أعوام، وخلال الفترة من 8 إلى 10 ديسمبر من عام 2022، تنافس 12 لاعباً من أبرز لاعبي التنس العالميين، ومنهم النجم الروسي دانييل مدفيديف، المصنَّف أفضل رابع لاعب تنس عالمياً من قِبل رابطة محترفي التنس، وألكسندر زفيريف، الحاصل على الميدالية الذهبية الأولمبية، والمصنَّف الثالث عالمياً في الفردي، والنمساوي دومينيك ثيم، المصنَّف الثالث عالمياً سابقاً، والفرنسي غاييل مونفيس المصنَّف رقم 6 عالمياً سابقاً في الفردي. وتوج باللقب الأمريكي تايلور فريتز عقب تغلبه على حامل اللقب في النسخة الماضية.